# Еффельдер (Айхсфельд)
Еффельдер (нім. Effelder) — громада в Німеччині, розташована в землі Тюрингія. Входить до складу району Айхсфельд. Складова частина об'єднання громад Вестервальд-Оберайхсфельд.
Площа — 10,92 км2. Населення становить 1201 ос. (станом на 31 грудня 2021).

## Галерея

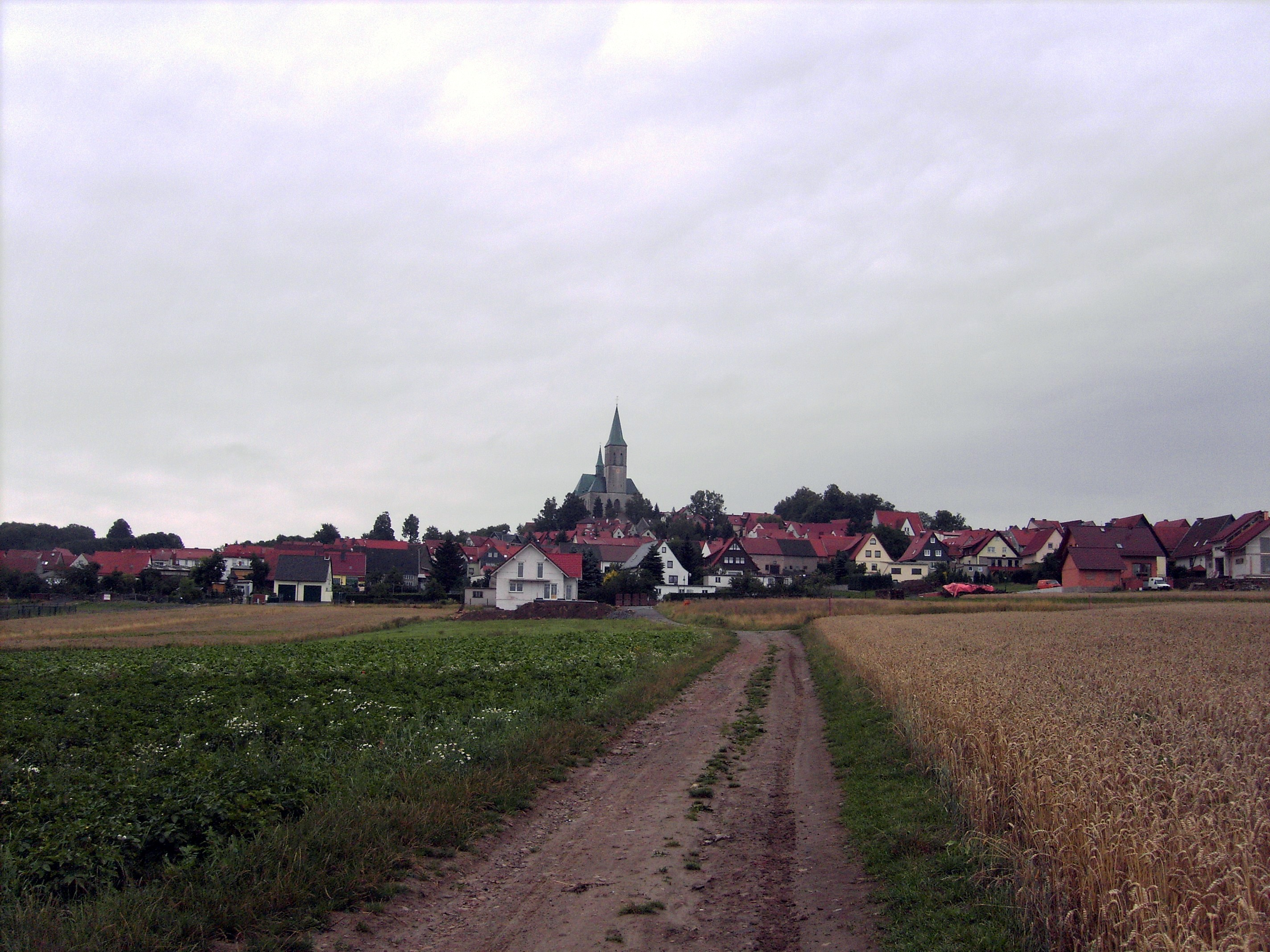